# 夏普县 (阿肯色州)
夏普县（英語：Sharp County）是位于美国阿肯色州北部的一个县，面积1,768平方公里，县治阿什弗拉特。根据2000年美国人口普查，共有人口17,119。
夏普县成立于1833年11月16日，县名源自州立法委员伊弗雷姆·夏普。